# Alex English
Alexander "Alex" English (født 5. januar 1954, i Columbia, South Carolina, USA) er en amerikansk tidligere basketballspiller (small forward) Han spillede 15 sæsoner i den nordamerikanske basketballliga NBA.
English spillede i årene 1972-76 college-basketball på University of South Carolina i hjembyen Columbia,  I 1976 blev han draftet til NBA af Wisconsin-klubben Milwaukee Bucks. Frem til 1991 spillede han i NBA, hvor han udover Bucks repræsenterede Indiana Pacers, Denver Nuggets og Dallas Mavericks. Han var gennem karrieren en af de mest scorende spiller i ligaen, og da han stoppede karrieren havde han scoret 25.613 point, hvilket på daværende tidspunkt gjorde ham til den syvende-mest scorende spiller i ligaens historie.
I løbet af sine 15 år i NBA blev English hele otte gange udtaget til All-Starkampen, en hædersbevisning til sæsonens bedste spillere. Alle otte gange var i hans periode som Denver Nuggets-spiller.
I sæsonen 1991-92 spillede English et år i italiensk basketball for klubben Basket Napoli. Efter at have stoppet sin karriere blev han i 1997 optaget i Naismith Memorial Basketball Hall of Fame.

## Klubber
- 1976–1978: Milwaukee Bucks
- 1978–1980: Indiana Pacers
- 1980–1990: Denver Nuggets
- 1990–1991: Dallas Mavericks
- 1991–1992: Basket Napoli

## NBA-statistikker
- Point: 25.613 (21,5 per kamp)
- Rebounds: 6.538 (5.5 per kamp)
- Assists: 4.351 (3.6 per kamp)[1]

## Titler
NBA All-Star
- 1982, 1983, 1984, 1985, 1986, 1987, 1988 og 1989 (repræsenterende Denver Nuggets)

Naismith Memorial Basketball Hall of Fame
- Optaget i 1997